# Langur mitrat
|  | Per a altres significats, vegeu «Langur mitrat blanc». |

El langur mitrat (Presbytis melalophos) és una espècie de primat de la família dels cercopitècids. És endèmic de Sumatra (Indonèsia). El seu hàbitat natural són els boscos secs subtropicals o tropicals.